# Match amical
 (juin 2010).
Si vous disposez d'ouvrages ou d'articles de référence ou si vous connaissez des sites web de qualité traitant du thème abordé ici, merci de compléter l'article en donnant les références utiles à sa vérifiabilité et en les liant à la section « Notes et références ».

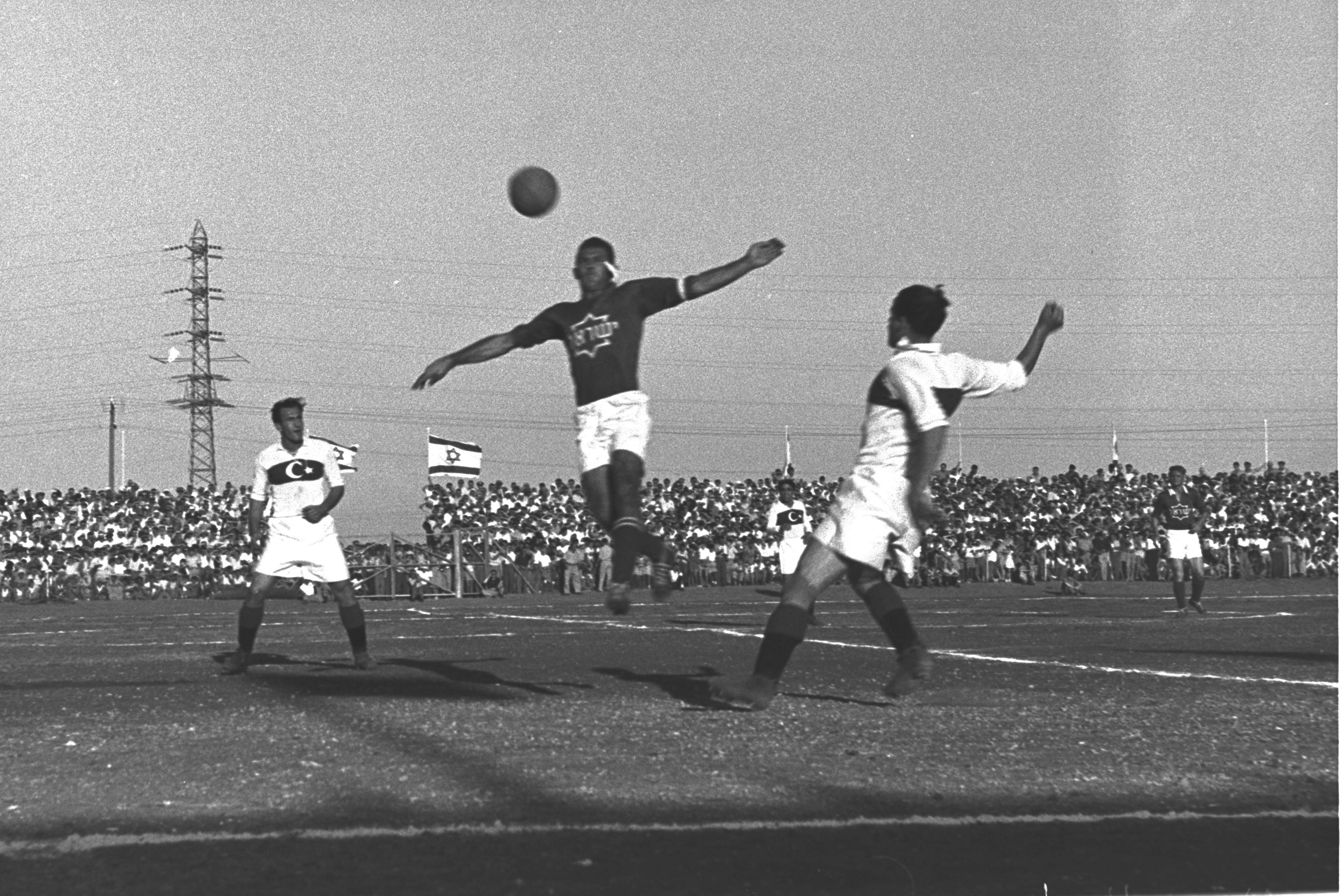
Match amical entre Israël et la Turquie au stade de Ramat Gan en septembre 1950.

Un match amical est un événement sportif qui ne fait pas partie d'une compétition et qui en principe n'impacte pas le classement d'un joueur ou d'une équipe. Les jeux peuvent être organisées entre des équipes séparées ou entre les parties de la même équipe, les règles pouvant éventuellement être adaptées à la convenance des participants ou de l'organisateur de la rencontre. La qualité de jeu est généralement évaluée sur le résultat final. Le terme mêlée est parfois utilisé, en particulier en ce qui concerne les sports d'équipe, mais est ambigu, car il a d'autres significations, même dans ce contexte. On parle aussi de match d'entrainement, de match de préparation ou de match d'exhibition (tennis).
Partout dans le monde, dans de nombreuses équipes, des sports en tête-à-tête et des jeux de sports figurent des matchs amicaux. Par exemple, deux joueurs de snooker professionnel ou d'échecs, ou deux équipes de hockey sur glace, peuvent jouer une exposition pour fournir un divertissement ou aider à recueillir des fonds pour des œuvres caritatives. 
Dans de nombreux sports collectifs, les matchs amicaux sont nombreux avant le véritable début de la saison. Ils s'inscrivent dans le processus d'entrainement, physique et tactique, et permettent surtout d'intégrer les nouveaux joueurs dans l'équipe aux côtés de leurs coéquipiers. Ces matchs sont indispensables pour optimiser la préparation des équipes à la compétition à venir. Dans les sports professionnels, les rencontres de pré-saison permettent aussi aux clubs de faire des essais de joueurs avant de décider de les engager ou non.
En football, les matchs amicaux internationaux entre sélections nationales A (uniquement) sont, sauf rares exceptions, classés en matchs officiels. Ainsi, tout joueur disputant un match amical de ce type comptera officiellement une sélection en équipe nationale, de la même façon que pour un match d'une compétition majeure. Ces matchs amicaux internationaux sont également pris en compte, mais avec une pondération réduite par rapport aux matchs de compétition, pour établir le classement mondial de la FIFA.